# Gusti Wolf
Pour les articles homonymes, voir Wolf.
Gusti Wolf (née le 11 avril 1912 à Vienne, morte le 5 mai 2007, est une actrice autrichienne de théâtre, de cinéma et de télévision.

## Théâtre
- 1934 : Richard III[2]
- 1956-1957 : Der Unbestechliche
- 1961-1962 : Der Schwierige
- 1962-1963 : Der Talisman
- 1963-1964 : Einen Jux will er sich machen[3].

## Filmographie
- 1937 : Unentschuldigte Stunde
- 1938 : Kleines Bezirksgericht
- 1940 : Falstaff in Wien
- 1944 : Orient Express
- 1950 : Primes sur la mort (Prämien auf den Tod)
- 1950 : Jetzt schlägt's 13
- 1950 : Wenn eine Frau liebt
- 1952 : Schäm' dich, Brigitte!
- 1953 : Die geschiedene Frau
- 1953 : Die Regimentstochter
- 1954 : Rosen-Resli
- 1961 : La Grande Roue (Das Riesenrad)
- 1963 : Der Musterknabe
- 1969 : Der alte Richter (en français, Le Vieux juge)
- 1970 : Keine Angst Liebling, ich pass schon auf!
- 1975 : Derrick - Saison 2, Episode 8: "Pfandhaus"

## Distinctions et hommages

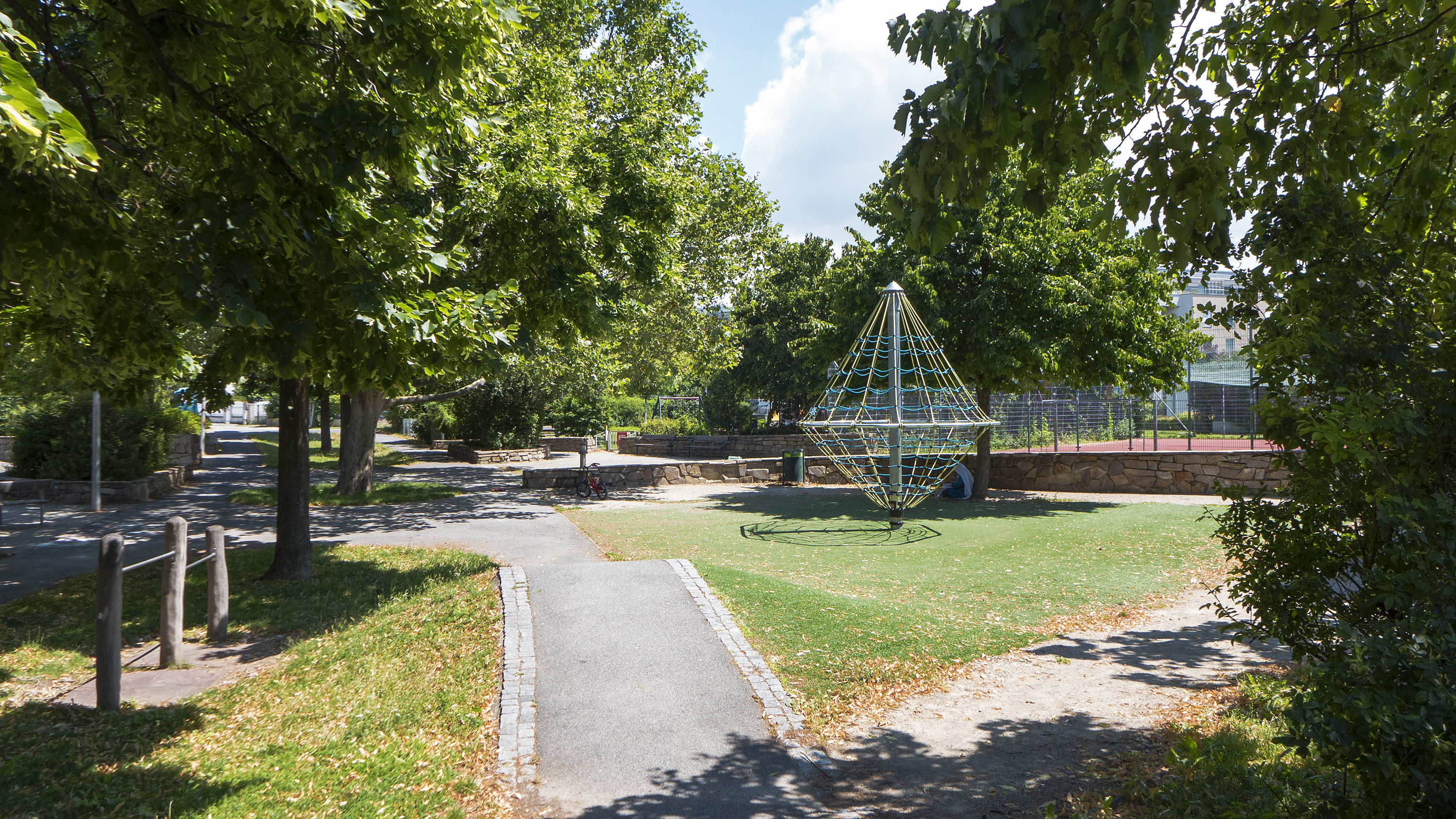
Le parc Gusti-Wolf à Vienne

- 1934 : Médaille d'argent du festival de Vienne
- 1962 : Burgtheater ring
- 1977 : croix d'honneur pour la science et l'art
- 1987 : membre d'honneur du Burgtheater
- 1993 : Golden Romy
- 2003 : prix Nestroy[4]
- Officier de l'ordre du Mérite autrichien